# Tadeusz Lewicki (pilot)
Tadeusz Lewicki (ur. 3 marca 1934 we Lwowie) – polski pilot-instruktor samolotowy oraz szybowcowy. Prezes Zarządu Aeroklubu Gliwickiego (AGl), sekretarz Klubu Seniorów Lotnictwa przy Aeroklubie Gliwickim, był członkiem Sądu Koleżeńskiego Aeroklubu Gliwickiego.

## Działalność lotnicza
Tadeusz Lewicki w 1956 rozpoczął szkolenie szybowcowe w ówczesnej Szkole Szybowcowej LPŻ w Ligocie Dolnej. 4 sierpnia 1956 wykonał na szybowcu typu IS-3 ABC pierwsze loty, ale podczas nich nie oderwał się jeszcze od ziemi wykonując tzw. szur po lotnisku w czasie około 30 sekund. Po ukończeniu kursu szybowcowego 3 września 1956, wykonał swoje pierwsze loty. Warunek do srebrnej odznaki szybowcowej wykonał na szybowcu SZD-12 Mucha 100 22 lipca 1958, a w 1962 uzyskał uprawnienia instruktora, które pozwoliły szkolić kandydatów na pilotów. 23 maja 1964, przebywając na turnusie szkoleniowym w Centrum Wyszkolenia Lotniczego, w Lesznie przelotem docelowo-powrotnym na trasie Leszno – Inowrocław – Leszno o długości 318 km zdobył I diament do złotej odznaki szybowcowej. 28 czerwca 1964 w locie chmurowym nad Rudą Śląską uzyskał przewyższenie 3550 m zdobywając drugi, ostatni warunek do złotej odznaki szybowcowej. 7 sierpnia 1968 podczas pobytu na turnusie szkoleniowym w Centrum Szybowcowym w Lesznie zdobył diamenty za przeloty o długości powyżej 500 km. W kwietniu 1971 został przewodniczącym sekcji szybowcowej Aeroklubu Gliwickiego. 22 marca 1981 wykorzystując noszenia fali karkonoskiej w Jeleniej Górze uzyskał przewyższenie 5300 m (wysokość absolutna 6410 m) uzyskując w ten sposób trzeci diament do złotej odznaki szybowcowej (4 miejsce w zestawieniu 10 najlepszych wyników szybowcowych w roku 1981). 10 grudnia 1983 podczas XII Zjazdu Krajowego Aeroklubu PRL, w wyborach jawnych został wybrany członkiem Zarządu Głównego APRL. 20 kwietnia 2007 na Walnym Zgromadzeniu Sprawozdawczo-Wyborczym AGl, Tadeuszowi Lewickiemu nadano tytuł członka honorowego Aeroklubu Gliwickiego. Łącznie jako pilot szybowcowy i samolotowy do roku 2014 wylatał ponad 4600 godz., wykonując 15180 lotów. Pełnił funkcję Prezesa Zarządu Aeroklubu Gliwickiego (02.04.2001–20.04.2007), a w Aeroklubie Gliwickim, kierownika ds. jakości w zakresie obsługi statków powietrznych.
Tadeusz Lewicki jest przewodniczącym Klubu Seniorów Lotnictwa przy Aeroklubie Gliwickim, był członkiem Sądu Koleżeńskiego Aeroklubu Gliwickiego.
Uczęszczał do Technikum Mechaniczno-Elektrycznego w Bielsku-Białej. Ukończył Politechnikę Śląską (1952–1957) na kierunku Mechanicznym Technologicznym.

## Zdobyte odznaki szybowcowe
Odznaki szybowcowe zdobyte przez Tadeusza Lewickiego podano za: Tadeusz Lewicki, 60 lat Sekcji Szybowcowej Aeroklubu Gliwickiego 1955–2015, s. 191, 196, 198, 200, 201.
Srebrna odznaka szybowcowa
| Nr odznaki | Czas    | Przewyższenie | Przelot | Data       |
| ---------- | ------- | ------------- | ------- | ---------- |
| 1541       | 5 h 10’ | 1400 m        | 76 km   | 24.05.1959 |

Złota odznaka szybowcowa
| Nr odznaki | Przewyższenie | Przelot | Data       |
| ---------- | ------------- | ------- | ---------- |
| 483        | 3550 m        | 317 km  | 28.06.1964 |

Złota odznaka szybowcowa z 3. diamentami
| Nr odznaki AP/FAI | Przewyższenie | Przelot powyżej 500 km | Przelot po trasie zamkniętej 300 km | Data       |
| ----------------- | ------------- | ---------------------- | ----------------------------------- | ---------- |
| 3079/395          | 5300 m        | 527 km                 | 318 km                              | 22.03.1981 |

Diamenty za przelot docelowy/po trasie zamkniętej 300 km
| Nr rejestru | Długość przelotu | Data       |
| ----------- | ---------------- | ---------- |
| 597         | 318 km           | 23.05.1964 |

Diamenty za przewyższenie 5000 m
| Nr rejestru | Przewyższenie | Data       |
| ----------- | ------------- | ---------- |
| 777         | 5300 m        | 22.03.1981 |

Diamenty za przelot 500 km
| Nr rejestru | Długość przelotu | Data       |
| ----------- | ---------------- | ---------- |
| 263         | 527 km           | 07.07.1968 |

## Osiągnięcia sportowe
- 1965 – lipiec, zajęcie II miejsca w I Gliwickich Zawodach Szybowcowych[11]
- 1967 – zajęcie XXXI miejsca w XIII Całorocznych Zawodach Szybowcowych (373 km, dcp 396 km, trójkąt 100 km z V = 72,55 km/h)[12]
- 1968 – zajęcie XLIV miejsca w Całorocznych Zawodach Szybowcowych Skrzydlatej Polski o Memoriał Ryszarda Bitnera[2]
- 1970 – zajęcie II miejsca w III Szybowcowych Mistrzostwach Śląska Częstochowa[13]
- 1972 – zajęcie III miejsca w IV Szybowcowych Mistrzostwach Śląska Leszno[14]
- 1975 – zajęcie II miejsca w VII Szybowcowych Mistrzostwach Śląska Rybnik[15]
- 1977 – zajęcie I miejsca w IX Okręgowych Zawodach Szybowcowych Polski Południowej – tzw. III ligi[16]
- 1977 – zajęcie I miejsca w Szybowcowych Mistrzostwach Śląska
- 1978 – 24 lipca przelot po trasie trójkąta o obwodzie 122 km z V = 116,19 km/h[17]
- 1978 – 30 lipca przelot po trasie trójkąta o obwodzie 101 km z V = 104,40 km/h[17]
- 1979 – zajęcie XV miejsca w XI Szybowcowych Mistrzostwach Śląska[18]
- 1983 – zajęcie I miejsca w Szybowcowych Mistrzostwach Śląska Gliwice
- 1984 – zajęcie XLVIII miejsca w XXX Całorocznych Zawodach Szybowcowych, za przelot po trasie trójkąta 100 km z prędkością V = 113,97 km/h oraz za prędkość V = 87,35 km/h na trasie przelotu docelowo powrotnego[19].
- 1984 – zajęcie VI miejsca w klasyfikacji 10 najlepszych wyników prowadzonej przez Redakcję Skrzydlatej Polski, w kategorii przelotu po trasie trójkąta 100 km uzyskując prędkość V = 113,97 km/h[19]
- 1985 – 30 czerwca–14 lipca zajęcie XXIX miejsca w XIX Krajowe Zawody Szybowcowe im. Szczepana Grzeszczyka Lisie Kąty[20]
- 1987 – 26 czerwca–5 lipca zajęcie XIII miejsca w XVIII Szybowcowych Mistrzostwach Śląska Rybnik[21].

Źródło:

## Wyróżnienia
- 1972 – 29 kwietnia otrzymał dyplom przodującego instruktora szkolenia lotniczego od Zarządu Głównego APRL[22].
- 1984 – 23 sierpnia otrzymał wyróżnienie Błękitne Skrzydła nadane przez redakcję „Skrzydlatej Polski za „całokształt wyróżniającej się działalności społecznej w lotnictwie sportowym”[23].
- 1985 – 23 sierpnia złota odznaka „Zasłużonemu w rozwoju województwa katowickiego” oraz wpisany do Księgi „Zasłużonych dla miasta Gliwic”[24].
- 2014 – Złoty Krzyż Zasługi – odznaczony przez Prezydenta Rzeczypospolitej Polskiej[25].
- 2016 – 28 sierpnia władze Aeroklubu Gliwickiego uhonorowały specjalnym dyplomem jako seniora AGl[26].
- 2020 – 12 września Prezydium Rady Seniorów Lotnictwa przyznało Wyróżnienie Honorowe im. Dedala nr 29 za wybitne zasługi w kształceniu i wychowywaniu lotników[27].
- Medale pamiątkowe: 25, 30, 50 lat Aeroklubu Gliwickiego.

## Galeria

Tadeusz Lewicki
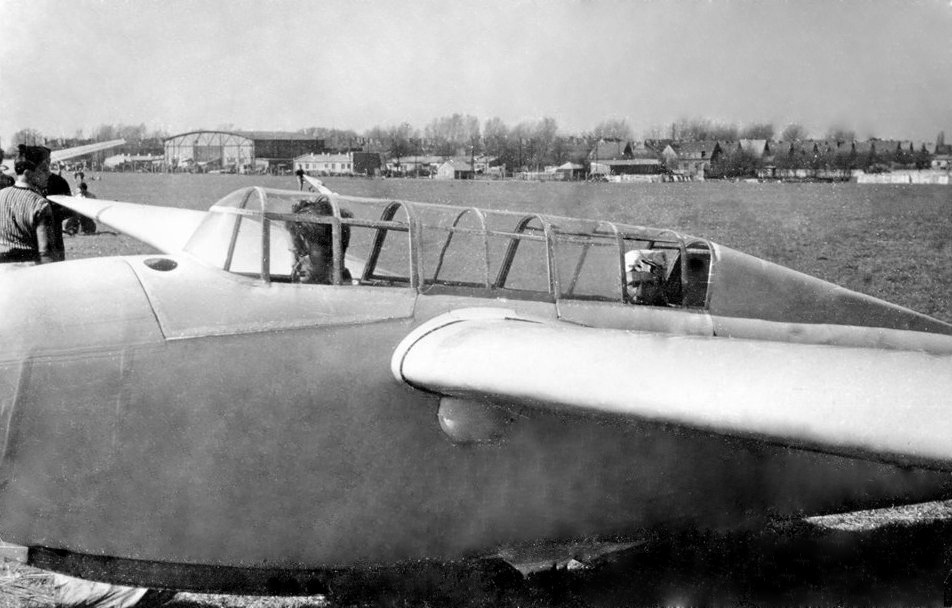
Tadeusz Lewicki przed jednym z lotów wykonanych dla uzyskania ówczesnej III klasy wyszkolenia. W drugiej kabinie instruktor Alfons Hellebrandt, który przez kolegów nazywany był Ali (Gliwice 1956)
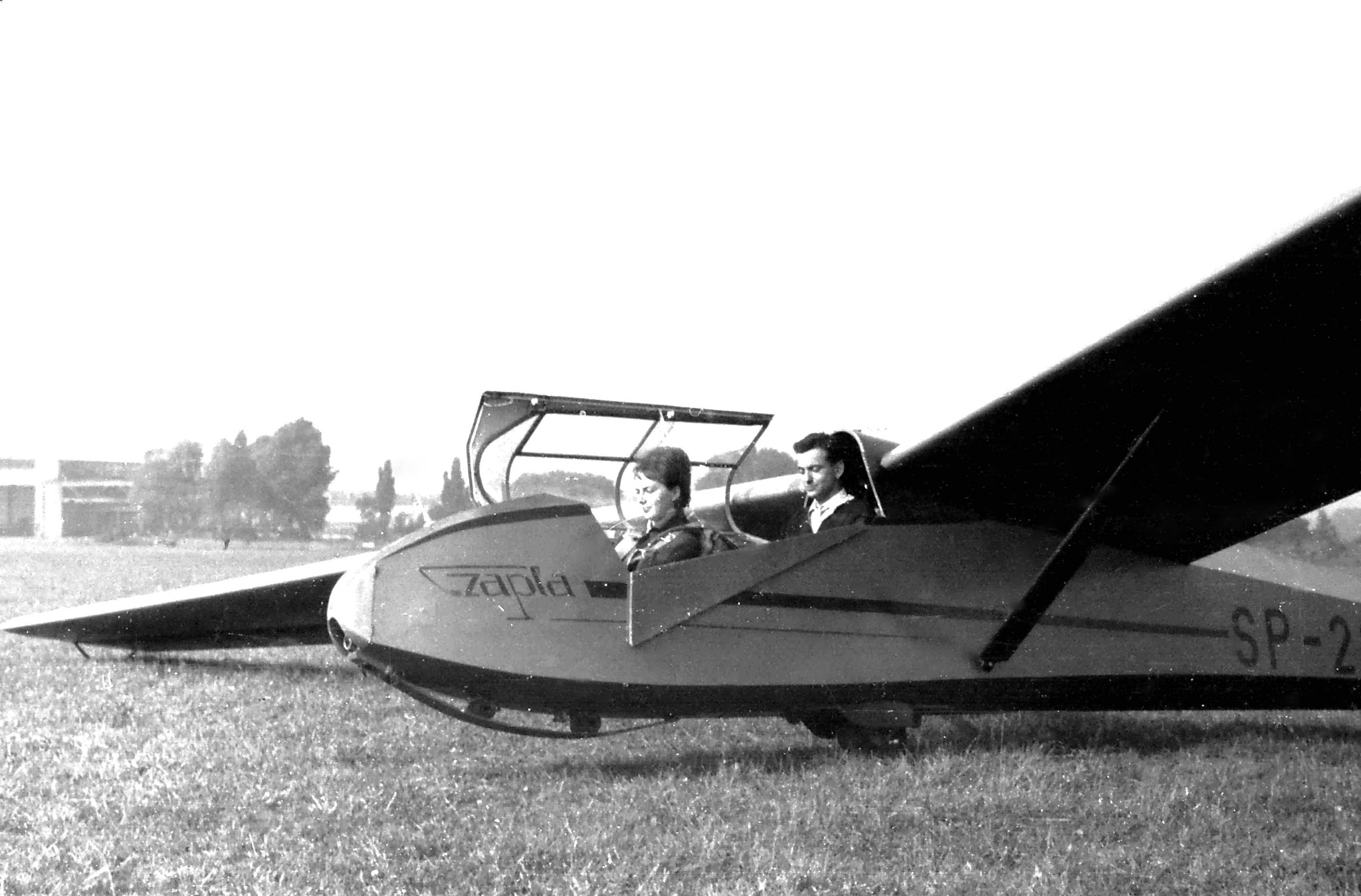
Tadeusz Lewicki przed pierwszym swoim lotem jako instruktor (lipiec 1962)
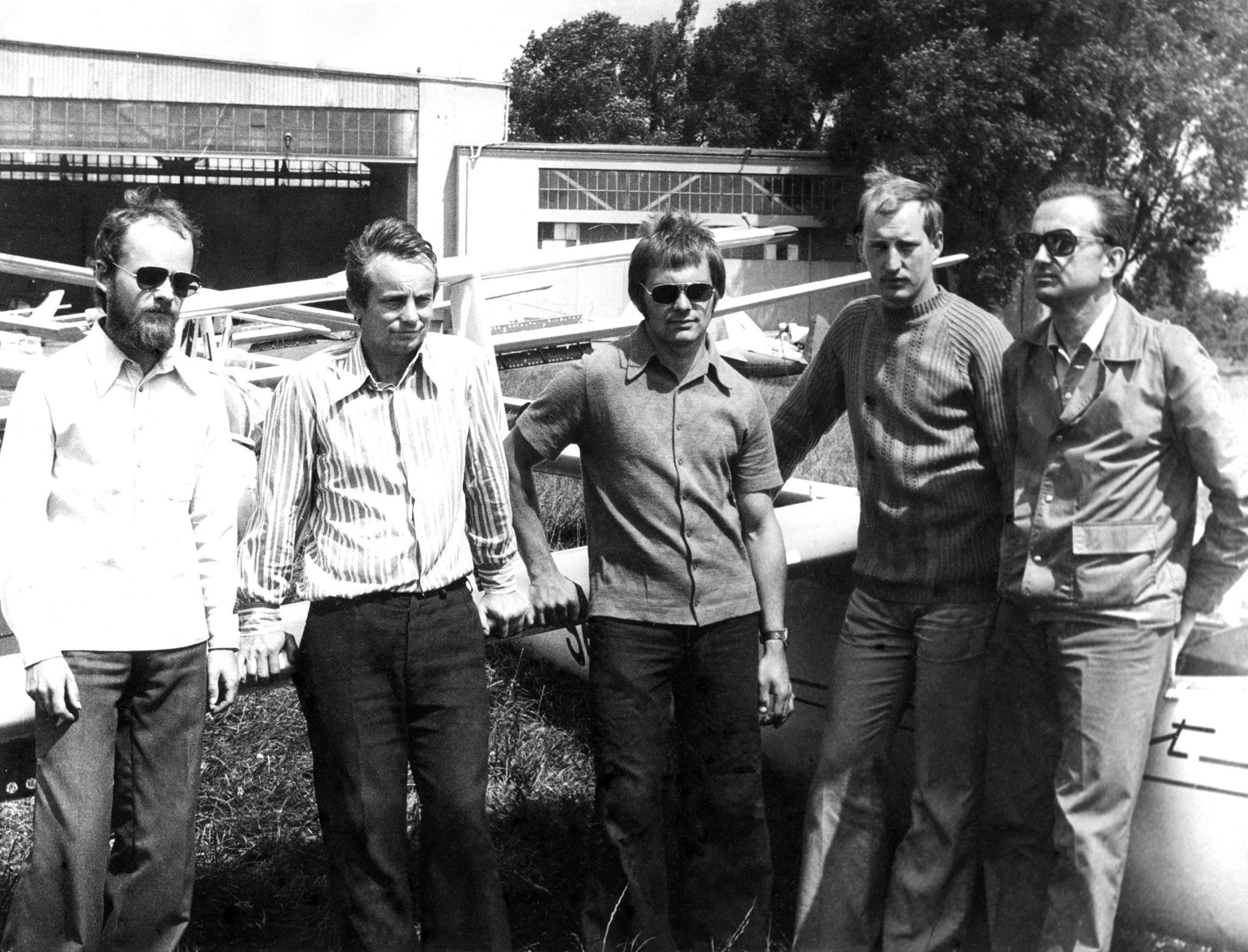
Ekipa Aeroklubu Gliwickiego na Szybowcowe Mistrzostwa Śląska w roku 1977. Od lewej piloci: 1. Marian Bednorz, 2. Gerad Ciepły, 3. Marian Kujawa, 4. Jan Wróblewski, 5. Tadeusz Lewicki (Gliwice 1977)
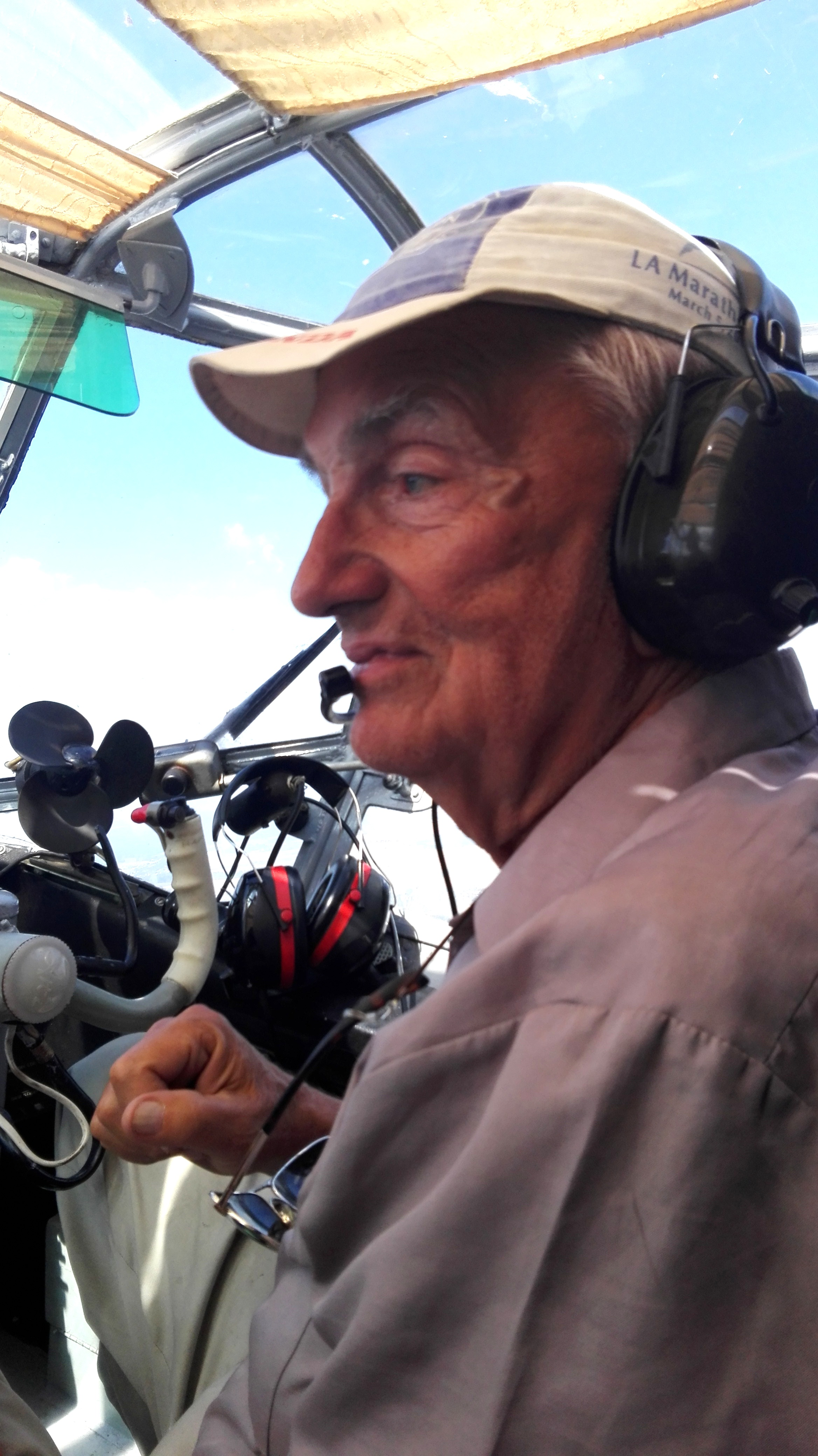
Tadeusz Lewicki w An-2TD SP-AOB (sierpień 2017)